# Södermanlands läns och Västmanlands läns valkrets
Södermanlands och Västmanlands läns valkrets var vid riksdagsvalen till första kammaren 1921-1963 en särskild valkrets med nio mandat. Valkretsen avskaffades vid övergången till enkammarriksdag 1971.

## Riksdagsledamöter

### 1922–1923
- Gustaf Sederholm, n
- Anton Pettersson, bf
- Adam Hult, lib s
- Axel Modig, lib s (1922)
  - Bo von Stockenström, lib s (1923)
- Oskar Strutz, lib s
- Alexis Björkman, s
- Torsten Nothin, s
- Carl Svensson, s
- Assar Åkerman, s

### 1924–1931
- John Karlsson, n (1924–1928)
  - Gustaf Tamm, n (1929–1931)
- Gustaf Sederholm, n
- Gustaf Kobb, lib
- Bo von Stockenström, frisinnad vilde 1924–1925, fris 1926–1931
- Alexis Björkman, s (1924–1926)
  - Wilhelm Björck, s (10/1 1927–1931)
- Johan Bärg, s
- Torsten Nothin, s (1924–1928)
  - David Norman, s (1929–1931)
- Carl Svensson, s
- Assar Åkerman, s

### 1932-1939
- Gustaf Sederholm, n 1932–1934, h 1935–1939 (1932–18/12 1939)
- Gustaf Tamm, n 1932–1934, h 1935–1939
- Erik von Heland, bf
- Bo von Stockenström, fris 1932–1934, fp 1935–1939
- Wilhelm Björck, s (1932–1938)
  - Nils Wahlberg, s (10/1–31/12 1939)
    - Viktor Larsson, s (under den tid som 1939 års urtima riksmöte fortsatte in på 1940)
- Johan Bärg, s
- David Norman, s
- Carl Svensson, s (1932–1935)
  - Carl Alger Härdin, s (1936–1939)
- Assar Emanuel Åkerman, s (1932–1936)
  - Carl Dahlström, s (1937–1939)

### 1940-1947
- Gustaf Tamm, h (1940–1942)
  - Gunnar Andersson, h (18/1 1943–1947)
- Erik von Heland, bf
- Bo von Stockenström, fp (1940–1942)
  - Thorwald Bergquist, fp (11/1 1943–1947)
- Iwar Anderson, s
- Johan Bärg, s
- Carl Alger Härdin, s (1940–2/6 1942)
  - Gustaf Fahlander, s (17/6 1942–1947)
- David Norman, s
- Carl Dahlström, s
- Viktor Larsson, s (1940–20/10 1941)
  - Anton Eklund, s (11/11 1941–6/5 1946)
    - Gustaf Widner, s (1/6 1946–1947)

### 1948-1955
- Erik von Heland, bf (1948–1952)
  - Georg Carlsson, bf (1953–1955)
- Hugo Osvald, fp
- Folke Petrén, fp (1948–17/12 1952)
  - Johan Persson, fp (1953–1955)
- Iwar Anderson, s
- Sven Andersson, s
- Carl Dahlström, s (1/1–12/6 1948)
  - Gustaf Andersson, s (28/6 1948–1955)
- Gustaf Fahlander, s
- David Norman, s
- Gustaf Widner, s (1948–1949)
  - Bertil Andersson, s (1950–1955)

### 1956-1963
- Georg Carlsson, bf/c
- Hugo Osvald, fp
- Johan Persson, fp (1956–1960)
  - Sven Nyman, fp (1961–1963)
- Bertil Andersson, s
- Gustaf Andersson, s (1956–24/11 1958)
  - Bengt Gustavsson, s (5/12 1958–1963)
- Sven Andersson, s
- Gustaf Fahlander, s
- Nils Ståhle, s
- Sten Söderberg, s

### 1964–1970
- Elvy Olsson, c
- Karl Kilsmo, fp
- Sven Nyman, fp
- Sven Andersson, s
- Bengt Gustavsson, s
- Rune Hedlund, s
- Tage Larfors, s
- Nils Ståhle, s
- Sten Söderberg, s (1964–1967)
  - Erik Svensson, s (1968–1/2 1970)
    - Roland Sundgren, s (3/2–31/12 1970)